# Zipiajo
Zipiajo es una localidad del estado mexicano de Michoacán. Es parte del municipio de Coeneo.

## Toponimia
El nombre «Zipiajo» proviene de los términos en purépecha: tzipiani. Su significado es «Hedor» o «Mal olor».

## Demografía
| Gráfica de evolución demográfica |
|                                  |

| Censo | Población |
| ----- | --------- |
| 1900  | 1 482     |
| 1910  | 1 332     |
| 1921  | 1 190     |
| 1930  | 1 240     |
| 1940  | 1 311     |
| 1950  | 1 275     |
| 1960  | 1 305     |
| 1970  | 1 564     |
| 1980  | 1 292     |
| 1990  | 1 997     |
| 2000  | 2 482     |
| 2010  | 2 562     |
| 2020  | 2 817     |